# ニッキー・エイコックス
ニッキー・エイコックス（Nicki Aycox, 1975年5月26日 - 2022年11月16日）は、アメリカ合衆国出身の女優である。「スーパーナチュラル」のメグ・マスターズ役、「コールドケース」のクリスティーナ・ラッシュ役などで知られる。
2022年11月16日、白血病により死去。

## 出演作品

### テレビ
- ザ・グレイズ 〜フロリダ殺人事件簿
- DARK BLUE／潜入捜査（ジェイミー・アレン）
- コールドケース 迷宮事件簿（クリスティーナ・ラッシュ）
- スーパーナチュラル（メグ・マスターズ）
- CSI:マイアミ
- ロー&オーダー
- クリミナル・マインド FBI行動分析課
- LAX
- ラスベガス
- トワイライト・ゾーン
- CSI:科学捜査班
- ダーク・エンジェル
- プロビデンス（リリー）
- Xファイル
- アリー my Love

### 映画
- エグザム：ファイナルアンサー
- バイオウルフ
- Xファイル: 真実を求めて
- パーフェクト・ストレンジャー
- えじき
- モメンタム
- ヒューマン・キャッチャー／JEEPERS CREEPERS 2（ミンクシー）
- クライム・アンド・パニッシュメント

### オリジナルビデオ
- 血塗られた予定表
- ロードキラー　マッドチェイス（メリッサ）